# Балясное (Гадячский район)
Балясное (укр. Балясне) — село в Петровско-Роменском сельском совете Гадячинского района Полтавской области Украины.
Код КОАТУУ — 5320485202. Население по переписи 2001 года составляло 4 человека.

## Географическое положение
Село Балясное находится на левом берегу реки Хорол, выше по течению на расстоянии в 2 км расположено село Петровка-Роменская, ниже по течению на расстоянии в 2,5 км расположено село Ручки. По селу протекает пересыхающий ручей с запрудой.

## История
По данным на 1859 год на казачьем хуторе Гадячского уезда Полтавской губернии проживал 21 человек (10 мужчин и 11 женщин), насчитывалось 3 дворовых хозяйства.